# Ramón Azurza Aristeguieta
Ramón Azurza Aristeguieta (Sant Sebastià, 1931) és un empresari i polític basc. Llicenciat en Dret, es va incorporar al Partit Nacionalista Basc en la clandestinitat i fou membre actiu de la resistència basca des d'abans de 1950. En 1963 fou sotmès a consell de guerra, resultant absolt. Ha ocupat nombrosos càrrecs interns al PNB, però actualment assumeix responsabilitats parroquials i diocesanes. Alhora, ha treballat com a empresari hoteler, sent l'amo de l'Hotel Parma de Sant Sebastià, i des de 1979 i s'ha dedicat a obrir mercats a Hispanoamèrica. Fou escollit senador per Guipúscoa a les eleccions generals espanyoles de 2004 en substitució de Víctor Bravo Durán.